# Carsoli
Carsoli là một đô thị thuộc tỉnh L'Aquila trong vùng Abruzzo Ý. Đô thị này có diện tích 95 km², dân số 5235 người. Các làng trực thuộc: Colli di Montebove, Pietrasecca, Poggio Cinolfo, Tufo Basso, Tufo Alto, Villaromana, Montesabinese, Villetta. Các đô thị giáp ranh gồm: Collalto Sabino (RI), Nespolo (RI), Oricola, Pereto, Pescorocchiano (RI), Sante Marie, Tagliacozzo, Turania (RI), Vivaro Romano (RM)